# Parrocchia di Saint Helena
La parrocchia di Saint Helena (in inglese Saint Helena Parish) è una parrocchia dello Stato della Louisiana, negli Stati Uniti. La popolazione al censimento del 2000 era di 10 525 abitanti. Il capoluogo è Greensburg.
La parrocchia (in Louisiana le parrocchie costituiscono un livello amministrativo equivalente a quello delle contee degli altri stati degli USA) fu creata nel 1810.

## Contee e parrocchie confinanti
- Contea di Amite, Mississippi (nord)
- Parrocchia di Tangipahoa, Louisiana (est)
- Parrocchia di Livingston, Louisiana (sud)
- Parrocchia di East Baton Rouge, Louisiana (sud ovest)
- Parrocchia di East Feliciana, Louisiana (ovest)